# Петар Ђуза
Петар Ђуза (Невесиње, 15. јануар 1952.) српски је сликар, ликовни педагог и критичар.  

## Биографија
Петар Ђуза је завршио 1977. Ликовну академију у Приштини, а постдипломске студије у Београду 1981. у класи професора Раденка Мишевића.
Члан је Друштва српских уметника „Лада" од 1978. Био је председник Удружења ликовних уметника Покрајине Косово и Метохија (УЛУПКМ) до 1999. Члан је Савета УЛУС-а, члан представништва УЛУПКМ-а, члан Савета ликовне колоније „Видовданско причешће", председник жирија за доделу годишње награде „Лонгин" за ликовну уметност, као и члан жирија Политике за Рибникареву награду за уметност. У звању редовног професора (од 2004) предаје на Факултету уметности у Звечану и на Факултету савремених уметности у Београду. Члан је Сената Универзитета у Приштини (Косовска Митровица). Био је главни и одговорни уредник часописа Универзитетска мисао - часопис за уметност (у Приштини 1993--1999), као и ликовни критичар Политике (1999-2002).
Приредио је више десетина самосталних изложби у земљи и иностранству и учествовао на неколико стотина колективних изложби. Његова дела налазе се у многим приватним збиркама у земљи и иностранству.
Након прогона српског народа са Косова и Метохије 1999. године, дела Петра Ђузе која су остала у Приштини су уништена и покрадена.

## Уметнички стил
У почетку је сликао импресионистички, затим се приближава енформелу и лирској апстракцији (Имагинарни простор, 1980). Слика тамним колоритом који је понекад прожет супротним ефектима (Црно и бијело, 1980).

## Аутор монографија
- Петар Ђуза, М. Тодић, М. Дармановић, Стара српска фотографија Косова и Метохије, Приштина 1992;
- Петар Ђуза, М. Тодић, М. Дармановић, Синкретизам Милоша Црњанског, Београд 2011;
- Петар Ђуза, Д. Цицовић-Сарајлић, В. Обрадовић, Традиција и савремено у уметности и образовању, Косовска Митровица 2018.

## Награде
- Откупна награда за цртеж (Бијенале мале пластике, Београд, 1995),
- Прва награда за цртеж (Београдски цртеж, 1995),
- Прва награда на пролећном салону Косова за сликарство (1981).